# Lavoisierita
La lavoisierita és un mineral que es troba relacionat amb la sursassita i amb l'ardennita, amb les que forma una relació estructural, així com també amb la pumpel·liïta. Fou anomenat l'any 2012 per P. Orlandi, C. Biagioni, M. Pasero i M. Mellini en honor d'Antoine-Laurent Lavoisier, químic i biòleg francès. És un silicat-fosfat complex que presenta múltiples anions.

## Característiques
La lavoisierita és un mineral de fórmula química Mn2+₈[Al10(Mn3+Mg)][Si11P]O44(OH)₁₂. Cristal·litza en el sistema ortoròmbic. En la seva localitat tipus el mineral presentava cristalls prismatico-tabulars elongats en [010], de poc mil·límetres de llargària.
L'exemplar que va servir per a determinar l'espècie, el que es coneix com a material tipus, es troba conservat al Museu d'Història Natural i del Territori de la Universitat de Pisa (Itàlia), amb número de registre 19637.

## Formació i jaciments
En la localitat tipus el mineral fou trobat en micaesquists. La cristal·lització d'aquest mineral es troba relacionada amb els esdeveniments tectonico-metamòrfics alpins que afectaren metasediments rics en manganès i alumini. Pot trobar-se associat a quars, miques, surssasita, piemontita, espessartita, braunita i turmalina.